# 해방새방지쟁
해방새방지쟁(중국어 간체자: 海防与塞防之争, 정체자: 海防與塞防之爭, 병음: hǎifáng yǔ sāifáng zhīzhēng)은 1870년대 청에서 국방 방침을 둘러싸고 벌인 해방론(海防論)과 새방론(塞防論)의 논쟁이다.
1874년(동치 13년) 일본의 대만사건 이후 청에서는 일본의 해군력 우위로 인해 외교적 열세에 몰렸던 것을 반성하고 연해부에 함대를 신설하는 방안이 제기되었다. 이를 총괄한 것이 북양수사로 임명된 이홍장이었다. 해방론자 이홍장은 당시 상실 상태였던 신강을 포기하는 대신 그 자금으로 해군을 창설할 것을 주장했다. 이에 대해 회족 봉기와 야쿱 벡의 난을 진압한 좌종당은 국방의 중점을 내륙에 두고 중화왕조의 전통적 전략에 기초해 변경 유목지대(번부)의 방비를 충실히 해야 하므로 신강을 회복해야 한다고 반박했으며, 이것이 새방론이다.
논쟁 결과 해방론과 새방론 중 어느 한쪽만 선택된 것이 아니고 양면 국방을 모두  충실히 한다는 절충안이 채택되었다. 이에 해방론의 이홍장이 북양함대 등 해군을 신설했고, 새방론의 좌종당이 서역신강 전역의 지배를 회복시켰다.